# Seyit Çabuk
Seyit Çabuk (1889-1939), plus communément appelé le Caporal Seyit (Seyit Onbaşı en turc), était un soldat de l'armée ottomane engagée dans la Première Guerre mondiale. Il est célèbre pour avoir porté trois obus de 275 kg à une pièce d'artillerie durant la tentative des alliés pour prendre les Dardanelles le 18 mars 1915.
Né en juillet 1889 dans le village de Havran dans la province de Balıkesir, il rejoint l'armée en avril 1909. Après avoir servi dans la guerre des Balkans de 1912-1913, il fut transféré dans les bastions défendant l'accès par la Méditerranée au détroit des Dardanelles. À la suite des lourds bombardements des forteresses par la marine alliée le 18 mars 1915, le canon du fort de Mecidiye dans lequel il servait fonctionnait toujours, mais les obus avaient été très endommagés. Seyit porta trois obus de 275 kg jusqu'au canon permettant ainsi de continuer de tirer sur la flotte alliée. Il est dit que les obus touchèrent les cuirassés britannique HMS Ocean et français Bouvet bien que les bateaux aient été ensuite heurtés par des mines mouillées par le torpilleur turc Nousret.
Après avoir repoussé l'assaut, Seyit fut promu caporal et fut élevé au rang de héros de la Turquie.
Il fut démobilisé en 1918 et devint garde forestier puis mineur. Il prit le nom de Çabuk (rapide en turc) en 1934 lorsque l'usage des noms de famille devint obligatoire en Turquie

Le 9 février 1923, lorsque Mustafa Kemal Atatürk s'arrêta à Havran en route pour Edremit, il dit au gouverneur du district :
« Ici, ce devrait être le caporal Seyit, le héros de Çanakkale ; Jusqu’au moment où il demande : « Trouve-le-moi ! »
Mustafa Kemal demande au gouverneur du district d'Edremit (à cette époque, Havran était sous la tutelle du district d'Edremit) s'ils connaissaient Koca Seyit et se met en colère quand le gouverneur répond qu’ils ne connaît pas cette personne.

Il déclare ; 
Trouve-le moi, je veux te le présenter. Ce que vous avez fait est une déloyauté envers les héros de la nation. « Apprenez à le connaître pour savoir qu’il y a un prix à payer pour vivre sur ces terres », dit-il.
Le gouverneur du district a immédiatement fait localiser Seyit. Les vêtements de Seyit étaient en désordre. Après que le gouverneur du district lui ait fait porter un costume, il emmène Seyit chez Mustafa Kemal Pacha.
Atatürk était très heureux de voir Koca Seyit. Cependant, lorsqu'il apprend que le vêtement qu’il porte ne lui appartient pas, il veut lui verser un salaire.

Grand Seyit répond ;
« Mon Pacha, j’ai été très heureux quand j’ai appris que tu étais venu, quand j’ai appris que tu me cherchais, j’ai eu l’impression que le monde était sur moi. Pacha, je ne vendrais pas mon corps à l'État, je mourrais pour mon pays, mais je ne peux pas accepter ce salaire. « Je gagne ma vie en vendant les arbres que je coupe dans la forêt, je veux juste qu'ils ne m'en empêchent pas (Les gouverneurs) », dit-il.
Une statue de Seyit Çabuk portant un obus a été érigée en 1992 près du château de Kilitbahir, sur la péninsule de Gallipoli.
Il décéde en 1939 des suites d'une maladie pulmonaire.